# 全南县
全南县（旧称“虔南”，1957年更名为“全南”）是赣州市下辖的一个县，地處江西省最南端，東鄰龍南市，南靠廣東省連平縣、翁源縣，西接廣東省始興縣，北連廣東省南雄市，東北毗信豐縣，縣政府駐含江路16號。

## 历史沿革
民国初年，全国废府州厅改县，于1912年改虔南厅为虔南县。治所在今江西省全南县驻地城厢镇。1942年8月，蒋经国主政赣南期间，国民政府将信丰县新设的江口乡划入虔南县。
1949年8月21日，中国人民解放军第48军431团和粤赣湘边纵队赣南支队虔南大队在虔南县城会师。中华民国政府对虔南县的管辖结束。9月1日，成立虔南县人民政府。其后，属赣州专区。1957年5月，因原名生僻，经中国国务院批准，改名全南县。

## 行政区划
全南县下辖6个镇、3个乡：
城厢镇、大吉山镇、陂头镇、金龙镇、南迳镇、龙源坝镇、中寨乡、社迳乡、龙下乡和全南县工业园。

## 人口
根據第七次人口普查數據，截至2020年11月1日零時，全南縣市常住人口為169503人。

## 地理
全南县地处江西省最南端，与广东翁源、连平、始兴、南雄、江西龙南、信丰6县（市）交界。
全南属亚热带季风型气候区。

## 交通
县城处于105国道与106国道、赣粤高速与京珠高速的公路连接线上，距赣州180公里，至韶关站142公里，至龙南站45公里，至广州260公里、至东莞320公里、至深圳380公里，是江西省融入“9+2”泛珠三角经济圈和承接沿海产业转移的前沿阵地。2013年1月通車的龙杨高速公路把全南融入珠三角二小时交通圈。